# Спрингфилд (Флорида)
Спрингфилд (енгл. Springfield) град је у америчкој савезној држави Флорида. По попису становништва из 2010. у њему је живело 8.903 становника.

## Демографија
Према попису становништва из 2010. у граду је живело 8.903 становника, што је 93 (1,1%) становника више него 2000. године.
| Група             | 2000.         | 2010.         |
| Белци             | 5.837 (66,3%) | 5.612 (63,0%) |
| Афроамериканци    | 2.056 (23,3%) | 2.116 (23,8%) |
| Азијати           | 375 (4,3%)    | 335 (3,8%)    |
| Хиспаноамериканци | 225 (2,6%)    | 518 (5,8%)    |
| Укупно            | 8.810         | 8.903         |